# Miquel Sitjar
Miquel Sitjar (Barcelona, 29 de maig de 1974) és un actor català de teatre, televisió i cinema resident al Masnou des del 2002. També fa doblatge, treballa com a locutor i imparteix cursos de formació.

## Filmografia

### Pel·lícules
- Menos es más (2000)
- Maresme (2002)
- Cala reial (2003)
- H6: Diario de un asesino (2005)
- Ruido (2005)
- El triunfo (2006)
- Electroshock (2006)
- Batecs (2006)
- Wendy placa 20957 (2009)
- A la deriva (2009)
- Xtrems (2009)
- Carne de neón (2010)
- El gènere femení (2011)
- Desclassificats (2013)
- Cuinant (2014)
- Pasión criminal (2015)
- Broken (2016)
- Barcelona 1714 (2017)
- Pàtria (2017)

### Sèries
- Nissaga de poder (1996-1998)
- Mas que amigos (1997-1998)
- El super (1998-1999)
- Mirall trencat (2002)
- 16 dobles (2003)
- Zoo (2008)
- Laberint de passions (2006-2008)
- La Riera (2012-2013)
- Com si fos ahir (2018)
- El inocente (2021)